# 지타 샤히
지타 샤히(네팔어: गीता शाही, 1984년 2월 3일 ~ )는 네팔의 배우, 모델이다. 제1회 네팔 국립 영화상(2005) 여우주연상 수상자이다.